# Slag bij Kennesaw Mountain
De Slag bij Kennesaw Mountain vond plaats op 27 juni 1864 in Cobb County, Georgia tijdens de Amerikaanse Burgeroorlog. De frontale aanval op de Zuidelijke stellingen onder leiding van generaal Joseph E. Johnston door de Noordelijke troepen onder leiding van generaal-majoor William T. Sherman eindigde in een tactische nederlaag voor de laatstgenoemde.
Shermans veldtocht tegen Atlanta bestond voornamelijk uit flankeerbewegingen tegen Johnston. Telkens opnieuw diende Johnston zijn leger terug te trekken na een succesvolle flankeerbeweging van de Noordelijken. Hierbij vielen relatief weinig slachtoffers. Na twee maanden en 110 km van dergelijke manoeuvres werd Shermans marsroute geblokkeerd door de Zuidelijke borstweringen op de Kennesaw Mountain dicht bij Marietta. Dit keer besliste Sherman om de vijandelijk stellingen te nemen via een frontale aanval op 27 juni 1864. Terwijl generaal-majoor James B. McPherson demonstreerde tegen het noordelijke uiteinde van de vijandelijke stellingen, viel generaal-majoor John A. Logan Pigeon Hill aan op de zuidwestlijke hoek. Generaal-majoor George H. Thomas viel het centrum aan van de Zuidelijke linie. De Noordelijke aanvallen werden afgeslagen met zware verliezen. Een manoeuvre van generaal-majoor John M. Schofield dwong de Zuidelijken echter opnieuw uit hun stellingen. Hiervoor werd Johnston zijn commando afgenomen.

## Achtergrond
In maart 1864 werd Ulysses S. Grant gepromoveerd tot luitenant-generaal en opperbevelhebber van de Noordelijke legers. Hij werkte een plan uit om via verschillende veldtochten tegelijkertijd de vijand op de knieën te krijgen. De twee belangrijkste veldtochten waren die van generaal-majoor George G. Meade en het Army of the Potomac, waarbij Grant aanwezig was, die het opnam tegen generaal Robert E. Lees Army of Northern Virginia enerzijds en anderzijds de veldtocht van generaal-majoor Sherman tegen Atlanta vanuit Chattanooga met zijn Military Division of the Mississippi.
Zowel Grant als Sherman hadden zich initieel tot doel gesteld om de vijandelijke legers te vernietigen. Het innemen van steden was een aangename bijkomstigheid. Dit was de strategie die president Abraham Lincoln altijd had vooropgesteld. Het was pas met Grant dat deze uit effectief uitgevoerd werd. Tijdens de veldtochten werden de politieke implicaties van de inname van Richmond en Atlanta steeds belangrijker. Atlanta telde 20.000 inwoners en was het kruispunt van vier belangrijke spoorwegen die van levensbelang waren voor de Zuidelijke oorlogsvoering. De bijnaam van de stad was "Poort naar het zuiden". Indien de stad in Noordelijke handen viel, lag het diepe zuiden voor het grijpen.
Shermans strijdmacht telde ongeveer 100.000 soldaten en bestond uit drie legers, namelijk het Army of the Tennessee onder leiding van generaal-majoor James B. McPherson, het Army of the Cumberland onder leiding van generaal-majoor George H. Thomas en het kleinere Army of the Ohio onder leiding van generaal-majoor John M. Schofield. Hun tegenstander was het Zuidelijke Army of Tennessee onder leiding van generaal Joseph E. Johnston die Braxton Bragg verving na de Chattanooga-veldtocht in november 1863. Het 50.000 man sterke leger bestond uit de korpsen van luitenant-generaals William J. Hardee, John Bell Hood en Leonidas Polk en het cavaleriekorps van generaal-majoor Joseph Wheeler.
Na meer dan twee maanden van vechten en marcheren diende Sherman door de zware regenval op 1 juni zijn legers terug te trekken naar de spoorwegen waar nieuwe voorraden hun opwachtten. Johnston richtte ondertussen een nieuwe slaglinie op 4 juni ten noordwesten van Marietta langs de Lost Mountain, Pine Mountain en Brush Mountain op. Op 14 juni en 11 regendagen later was Sherman opnieuw klaar om op te rukken. Terwijl hij een persoonlijke verkenning uitvoerde, merkte Sherman een groepje Zuidelijke officieren op Pine Mountain. Hij liet een batterij het vuur openen op de Zuidelijken. Hierbij kwam luitenant-generaal Leonidas Polk om het leven. Johnston liet zijn troepen Pine Mountain evacueren en richtte een nieuwe boogvormige linie in op en tussen Kennesaw Mountain en Little Kennesaw Mountain. Hoods korps voerde een mislukte aanval uit bij Kolb's Farm ten zuiden van Littel Kennesaw Mountain op 22 juni. Generaal-majoor William W. Loring volgde Polk op als bevelhebber van zijn korps.
Sherman bevond zich nu in een moeilijke positie. Hij bevond zich op 24 km ten noorden van Atlanta en kon de Johnston niet flankeren door de onbegaanbare wegen. Ook zijn aanvoerlijnen werden gedomineerd door de Zuidelijke stellingen op de 211 m hoge Kennesaw Mountain. Sherman besliste om een frontale aanval uit te voeren op de Zuidelijke stellingen. De aanval zou doorgaan op 27 juni om 08.00u.

## De slag
Shermans plan zag er als volgt uit. Hij wou Johnston ertoe aanzetten om zijn linie te verzwakken door zijn soldaten meer terrein te laten verdedigen. Schofield diende daarom zijn leger meer op te schuiven naar rechts. McPherson diende daarna een afleidingsmanoeuvre uit te voeren op de uiterste linkerflank met zijn cavalerie en een infanteriedivisie en daarna een aanval uit te voeren op het zuidwestelijke punt van Little Kennesaw Mountain. Thomas zou de hoofdaanval uitvoeren op de Zuidelijke stellingen in het centrum. Schofield zou de vijandelijke linkerflank voor zijn rekening nemen, door op te rukken naar de Powder Springs Road.
Op 27 juni om 08.00u opende de Noordelijke artillerie met 200 kanonnen het vuur op de Zuidelijke stellingen. De Zuidelijke artillerie beantwoordde het vuur. Toen de Noordelijke infanterie kort daarna oprukte, dachten de Zuidelijken dat de opmars van het meeste van het 13 km brede Noordelijke front niet op een geconcentreerde aanval zou uitlopen. De eerste Noordelijke aanval begon om 08.30u met drie brigades van brigadegeneraal Morgan Lewis Smiths divisie (van generaal-majoor John A. Logans XV Corps), Army of the Tennessee tegen Lorings korps langs het zuidzijde van Little Kennesaw Mountain en Pigeon Hill bij de Burnt Hickory Road. Indien de Noordelijke Pigeon Hill konden innemen, zou Lorings korps volledig geïsoleerd worden op Kennesaw Mountain. 5.500 Noordelijke soldaten rukten doorheen onbekend terrein op naar 5.000 goed ingegraven Zuidelijken.
Op de rechterflank van Smiths aanval diende de brigade van brigadegeneraal Joseph A. J. Lightburn door een kniediep moeras op te rukken die tot aan de Zuidelijk linie aan de zuidzijde van Pigeon Hill liep. De voorposten werden onder de voet gelopen, maar ze slaagden er niet in om door de Zuidelijke hoofdlinie te breken. Ook de brigades van kolonel Charles C. Wallcutt en brigadegeneraal Giles Alexander Smith raakten niet verder dan de Zuidelijke voorposten. Toen Logan de situatie in ogenschouw nam, liet hij Walcutt en Smith terugtrekken naar een nabijgelegen ravijn om een grotere slachtpartij te voorkomen.
Ongeveer 3.2 km zuidelijker hadden Thomas’ soldaten vertraging opgelopen. Ze zetten hun aanval in tegen Hardees korps om 09.00u. Twee divisies van het Army of the Cumberland onder leiding van brigadegeneraal John Newton en brigadegeneraal Jefferson C. Davis en 9.000 man sterk rukten in colonne op tegen de Zuidelijke divisies van de generaals-majoor Benjamin F. Cheatham en Patrick R. Cleburne, die zich hadden ingegraven op wat nu bekendstaat als "Cheatham Hill." Newtons linkerflank onder leiding van brigadegeneraal George D. Wagner rukte door dichte begroeiing op. Door de vijandelijke fortificaties en geweervuur slaagden ze er niet in om door te breken. Op zijn rechterflank viel brigadegeneraal Charles G. Harker de Zuidelijke brigade van Alfred Vaughan aan. Deze aanval mislukte eveneens. Tijdens een tweede charge raakte Harker dodelijk gewond.

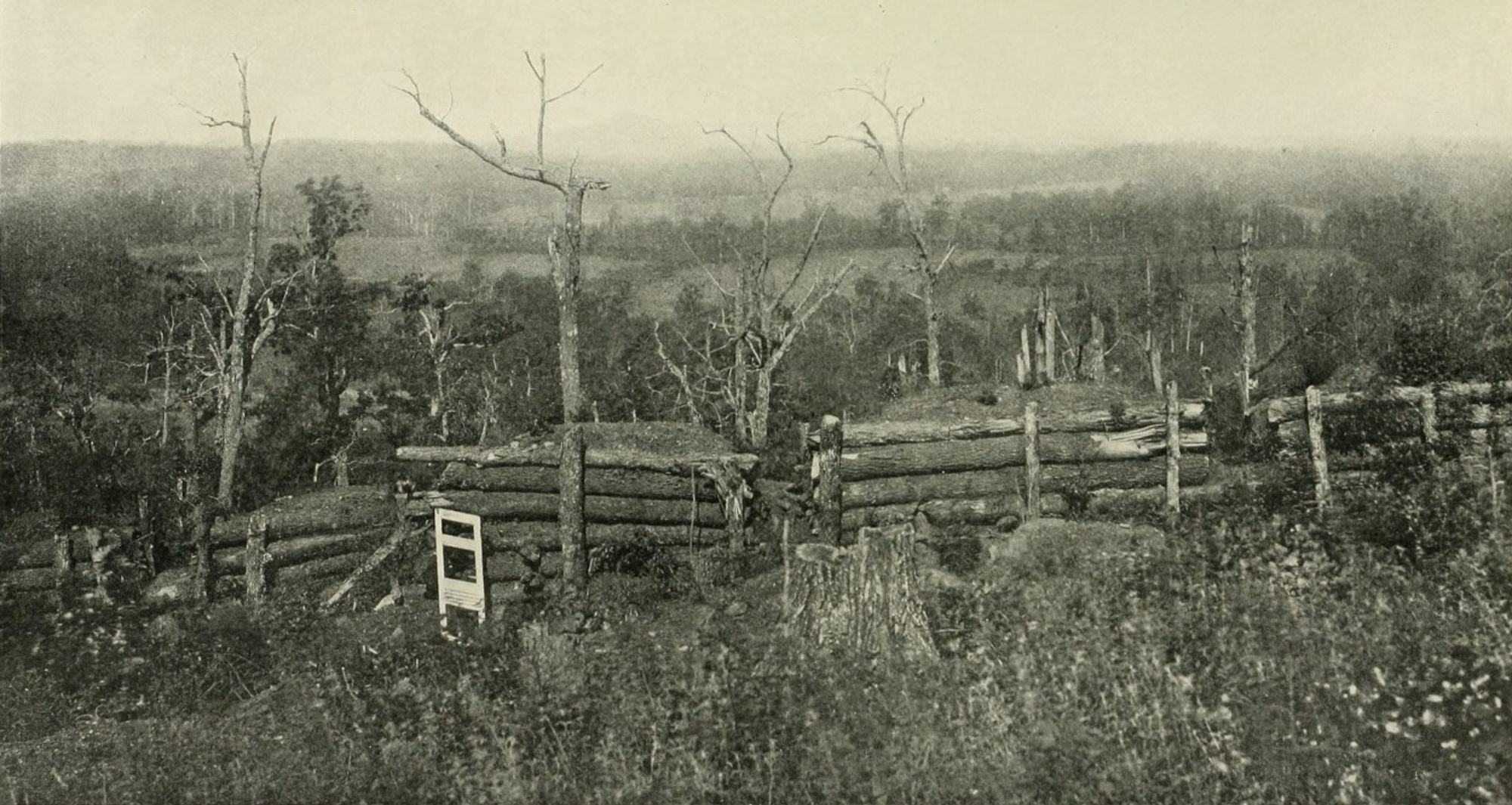
Zuidelijke stelling tijdens de slag bij Kennesaw Mountain.

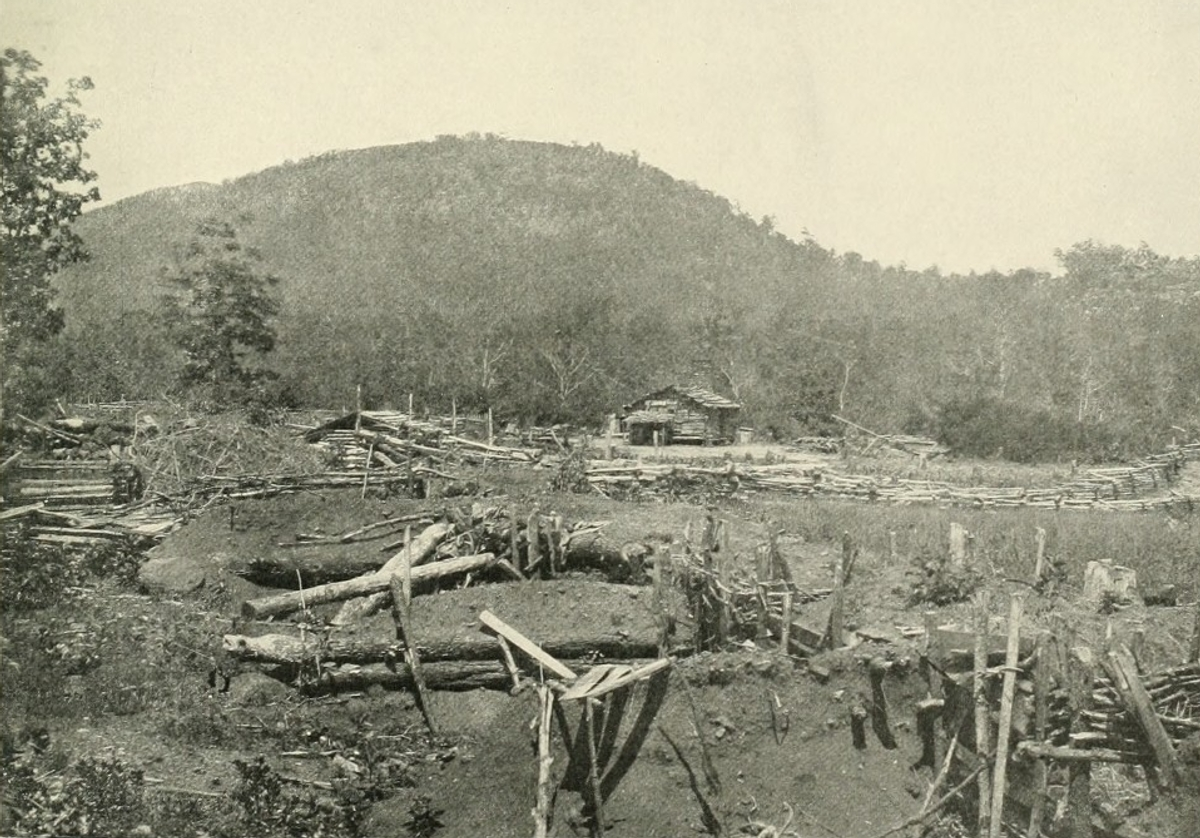
Noordelijke stellingen aan de voet van Kenesaw Mountain."

Ook de divisie van Davis op Newtons rechterflank rukte op in colonne. Het had het voordeel dat er veel soldaten geconcentreerd waren op één punt, maar het was eveneens het ideaal doel voor vijandelijke artillerie. Zij dienden in stilte op te rukken en de vijandelijke stellingen in te nemen. Daarna dienden ze met gejuich hun reserves te waarschuwen zodat zie de nabijgelegen spoorweg konden innemen. Hierdoor zou het Zuidelijke leger in twee gesplitst worden. Na zware gevechten slaagden de Noordelijken er niet in om door te stoten. Ze groeven zich in. De gevechten verstomden rond 10.45u.
Op de rechterflank van Davis’ divisie rukte de divisie van generaal-majoor John W. Geary op, die Davis echter niet ondersteunde. Het enige succes van de dag werd geboekt door Schofields soldaten. Schofields leger had de opdracht gekregen om te Zuidelijke linkerflank te benaderen om de vijand daar vast te pinnen. Hij slaagde erin om twee brigades over Olley’s Creek te krijgen zonder tegenstand. Op Schofields rechterflank rukte de cavalerie van generaal-majoor George Stoneman mee op. Zo slaagden de Noordelijken om tot op 7,5 km van de Chattahoochee-rivier te komen. Dit was de enige rivier die nog tussen de Noordelijken en Atlanta lag.

## Gevolgen
Shermans leger verloor ongeveer 3.000 soldaten tegenover 1.000 in Johnstons leger. In eerste instantie liet Sherman zich niet van de wijs brengen door het aantal slachtoffers en vroeg tot tweemaal toe aan Thomas om opnieuw aan te vallen. Dit weigerde Thomas echter. Deze slag wordt beschouwd als een tactische nederlaag voor de Noordelijken. Toch zou het manoeuvre van Schofield ervoor zorgen dat Johnston zijn stellingen opnieuw diende te verlaten. Atlanta was nu rechtstreeks bedreigd. Gefrustreerd door de voortdurende terugtocht ontgaf president Jefferson Davis Johnston van commando en verving hem door de meer agressieve John Bell Hood. Hood nam het op tegen Sherman in de Slag bij Peachtree Creek, de Slag bij Atlanta en de Slag bij Ezra Church waarin hij enorme verliezen leed zonder enig voordeel te halen. In augustus nam Sherman stellingen in rond Atlanta. Hij liet een kleine eenheid achter en stuurde bijna zijn volledig leger via een omtrekkende beweging om de overgebleven aanvoerlijnen van Hood af te snijden. Dit zou leiden tot de Slag bij Jonesborough. Hood viel opnieuw aan, werd verslagen en diende Atlanta te evacueren. Op 2 september 1864 viel Atlanta in Noordelijke handen. Dit was waarschijnlijk een belangrijk element in de herverkiezing van Lincoln in november.

## Aanbevolen lectuur
- Bailey, Ronald H., and the Editors of Time-Life Books. Battles for Atlanta: Sherman Moves East. Alexandria, VA: Time-Life Books, 1985. ISBN 0-8094-4773-8.
- Castel, Albert. Decision in the West: The Atlanta Campaign of 1864. Lawrence: University Press of Kansas, 1992. ISBN 0-7006-0748-X.
- Livermore, Thomas L. Numbers and Losses in the Civil War in America 1861-65. Reprinted with errata, Dayton, OH: Morninside House, 1986. ISBN 0-527-57600-X. First published 1901 by Houghton Mifflin.
- Luvaas, Jay, and Harold W. Nelson, eds. Guide to the Atlanta Campaign: Rocky Face Ridge to Kennesaw Mountain. Lawrence: University Press of Kansas, 2008. ISBN 978-0-7006-1570-4.
- McDonough, James Lee, and James Pickett Jones. War So Terrible: Sherman and Atlanta. New York: W. W. Norton & Co., 1987, ISBN 0-393-02497-0.